# Youth Brigade
Youth Brigade ist eine Punkrock/Melodic-Hardcore-Band aus dem US-amerikanischen Hollywood. Die Band nahm nur wenige Alben auf, beeinflusste aber als Gründer der Better Youth Organization (BYO), eines Indie-Labels und Bookingagentur, den Punk nachhaltig.

## Geschichte
Die Band wurde von den Brüdern Mark, Adam und Shawn Stern 1980 in Kalifornien gegründet. Alle drei besuchten die Beverly Hills High School im gleichnamigen Ort in Kalifornien. Die Band löste sich mehrmals auf und reformierte sich wieder, teils nur für einige Konzerte. 2006 war die Band mit einem Titel auf dem Soundtrack des Gonzo-Films Fuck the System des Regisseurs Rob Rotten vertreten.
Youth Brigades erstes und einflussreichstes Album Sound and Fury wurde 1983 durch das im Jahr zuvor von Shawn und Mark Stern gegründete Label BYO veröffentlicht. Mehrere Titel des Albums, u. a. We'll Sink with California oder What Will the Revolution Change, waren eine selbstreflektierende Kritik an der Punkbewegung. Von dieser Platte existieren zwei unterschiedliche Versionen, wobei die erstere, seltenere Platte andere Stücke als die zweite enthält. Die zweite Version ist heute auch unter dem Namen Sink With California als CD bekannt. Auch die erste Edition ist als Out Of Print auf CD erhältlich. Johnny „2 Bags“ Wickersham, damaliges Mitglied der Youth Brigade ist nun der Gitarrist von Social Distortion. Die Brüder Marc und Adam spielten Anfang der 1990er Jahre bei der Neoswing-Band Royal Crown Revue.

## Stil
Die Band begann mit klassischem Hardcore, wurde später aber ruhiger, melodischer und harmonischer. Die Band prägte den aus dem Melodic Hardcore/Hardcore-Punk der Westküste entstandenen Skatepunk. Allmusic bezeichnet Youth Brigade als „eine der besten Hardcore-Bands, die Los Angeles während der Punk-Ära hervorgebracht hat“.

## Diskografie
- 1982: Sound and Fury (Better Youth Organization)
- 1983: Sound and Fury (Better Youth Organization)
- 1992: Come Again (EP, Better Youth Organization)
- 1994: The Good the Bad and the Ugly (Beri Beri)
- 1994: Happy Hour (Better Youth Organization)
- 1996: To Sell The Truth (Better Youth Organization)
- 1999: BYO Split Series / Volume II (Split-Album mit Swingin’ Utters, Better Youth Organization)